# Lindita Arapi
Lindita Arapi (30 de junio de 1972) es una escritora y periodista albanesa. Es citada como ejemplo digno de mención de una generación de escritoras albanesas. Junto con sus contemporáneas, Ervin Hatibi, Agron Tufa y Rudian Zekthi, Arapi es una de las escritoras de la vanguardia literaria. Ha vivido en Alemania desde finales de los años 1990, donde ha publicado varios volúmenes de poesía. Su primer libro de poesía, Am Meer, nachts ("Por el mar, por la noche"; 2007) es el primer libro de poesía escrita por una poeta albanesa en alemán. Su primera novela, Vajzat me çelës në qafë (Mujeres con la llave en el cuello) (2010), se tradujo al alemán en 2012, y se le otorgó el Premio Libro del Año en Albania.

## Biografía
Nacida en Lushnjë, Arapi estudió lengua y literatura albanesa en la Universidad de Tirana de 1990 a 1994. En 1993 publicó su primer libro de poemas. Tres años más tarde se mudó a Alemania, donde estudió lengua alemana en Colonia. Aquel año mismo, 1996, recibió una beca de la Fundación Heinrich Böll y fue miembro honoraria en Escritura en la Universidad de Iowa. Siguió por un doctorado en periodismo (otra fuente declara Estudios Culturales) por la Universidad de Viena. En 2010 publicó su primera novela y también tradujo algunos textos del alemán al albanés, incluyendo poemas de Günter Grass, Joseph Roth, Elias Canetti y Felicitas Hoppe. 
Como periodista, Arapi ha trabajado como editora radiofónica freelance para el programa albanés de Deutsche Welle, sirviendo como corresponsal en Viena. Fue una de los 19 autores presentados en el Berlín Festival de Literatura Internacional en 2012.
Arapi reside en Bonn. Es casada y tiene dos hijas.

## Obra
- Kufomë lulesh (1993) (poesía)
- Ndodhi në shpirt (1995)  (poesía)
- Melodi te heshtjes (1998)  (poesía)
- Wie Albanien albanisch wurde. Rekonstruktion eines Albanienbildes. Viena, 2001; Buchpublikation: Marburgo 2005, ISBN 3-8288-8918-2 (ensayo)
- Shenjat e dorës (2006)  (poesía)
- Am Meer, nachts  (2007) ISBN 3-900986-65-7  (poesía)
- Vajzat me çelës (2010), dt. Schlüsselmädchen. Berlín 2012, ISBN 978-3-937717-85-2 (novela)